# 新康花园

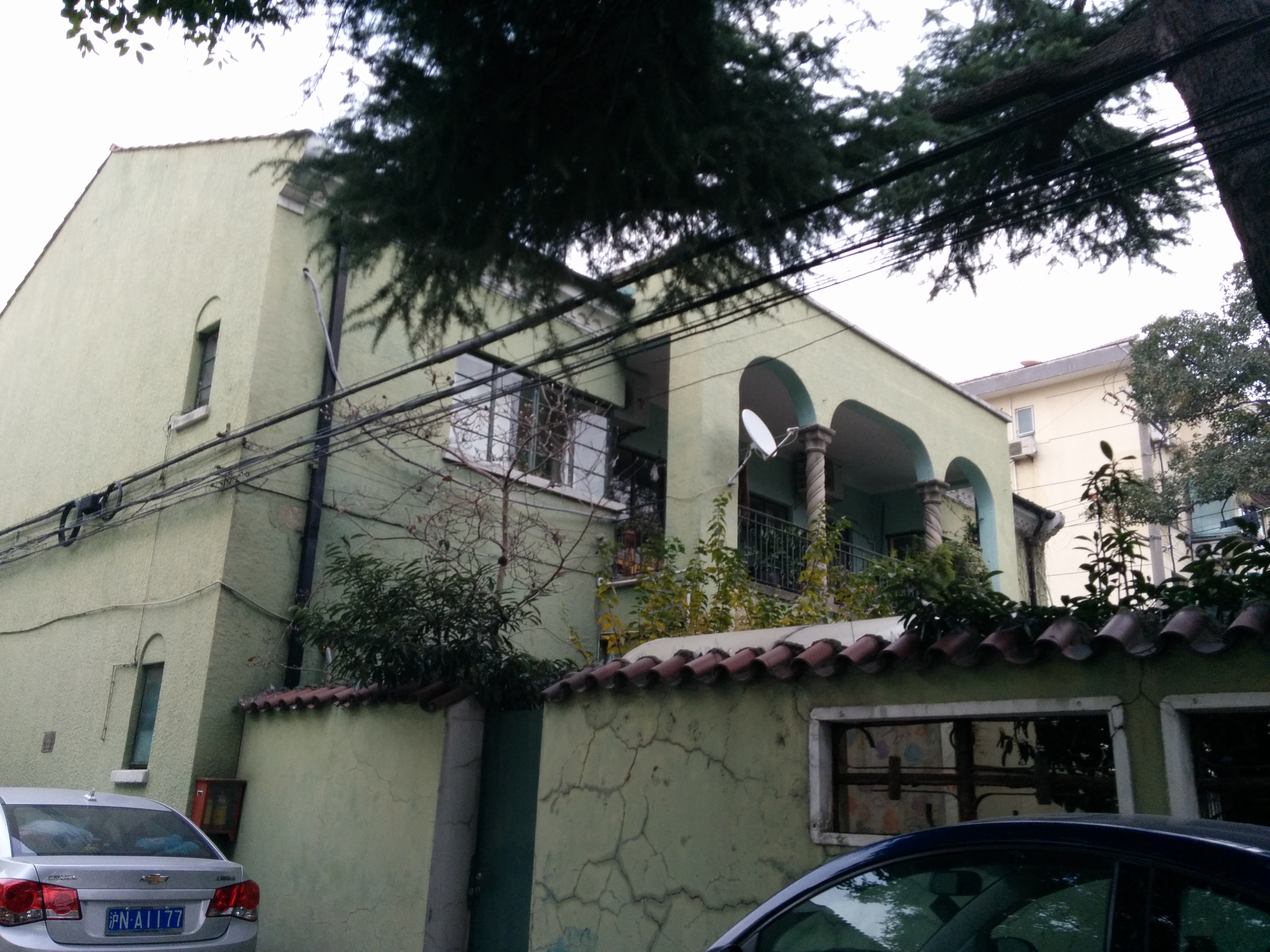
房屋阳台的螺旋形立柱

新康花园是位于中國上海徐汇区的一片公寓式花园里弄，位于淮海中路与复兴中路之间，与上方花园相邻，由11幢2层公寓与4幢5层公寓组成。花园建于1933年，由马海洋行设计，建成后曾在1937年改称欢乐庭院。
1989年9月，新康花园成为第一批上海市优秀历史建筑以及上海市文物保护单位。油画家颜文梁、表演艺术家赵丹和其夫人黄宗英都曾在此居住。

## 历史
在1916年，这块霞飞路（今淮海中路）以南，辣斐德路（今复兴中路）以北的地方建成的是新康洋行的私人花园，园内有游泳池、网球场等诸多设施。新康洋行在当时是一家有英籍犹太人开设的洋行。1933年，这里被改建成了有15幢公寓楼组成的公寓式花园里弄。1937年，花园更名为欢乐庭院。1949年9月10日，名字更为新康花园。

## 建筑
新康花园占地面积为12987平方米，总建筑面积9318平方米。南北向的主弄堂宽6.5米，8条东西向的支弄各宽5.5米。11幢二层公寓位于花园北部，门牌号是淮海中路1273弄1－22号；4幢五层公寓位于南部，也称新康公寓，门牌号是复兴中路1360弄1－4号。
北部的2层公寓为西班牙式的砖木结构房屋。房屋墙面涂淡绿色水泥砂浆，咖啡色底座由两种不同颜色纹理的釉面砖以纵横相间的方式拼贴而成。屋顶和围墙上都披有西班牙式红瓦，二层的阳台设有两根爱奥尼式螺旋形立柱作为装饰。一些窗户上还有凹入墙面的拱形装饰。每幢房屋每层一户，各有4室，故共有22户，且每户都有自己独自的出口。每栋房屋都有车库及小花园，花园内植有雪松。花园围墙上开有长方形的窗洞。底层客厅外有门廊与庭院相通，二楼的阳台也有通道直通庭院。室内煤卫设备等一应俱全。
南部的五层公寓共有4栋，为混合结构，每幢建筑面积1117平方米，呈点状式布局。中间设有一大庭院，四幢楼位于庭院的四个对角。底层、二层和五层窗群及檐口使用横线条作装饰。二层以上墙面涂淡绿色水泥砂浆。建筑整体具有现代装饰艺术派的风格。公寓大门均面向庭院，进大门后为通往楼梯厅的小门廊台阶。公寓内一梯两户，每户多为两、三室。在第四和第五层每户增加至四室。与两层公寓一样同设佣人房，与主人房分居厨房两边。